# دندان درآوردن

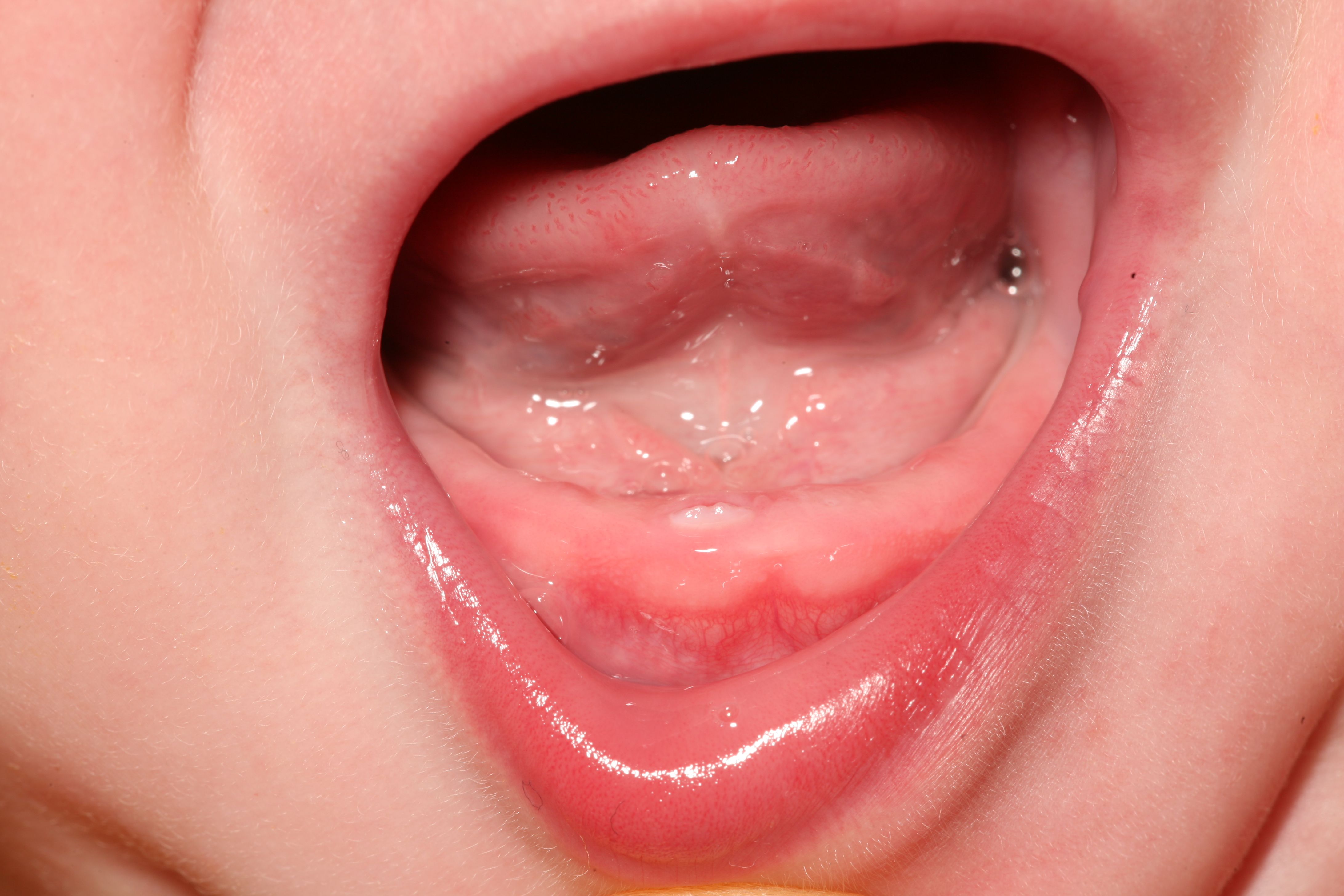
یک کودک ۹ ماهه که در فک پایین نوک دندان‌های پیشش درآمده

دندان درآوردن فرایندی است که نوزاد برای اولین بار دارای دندان (دندان‌های شیری) می‌شود. این دندان‌ها معمولاً به صورت دوتایی ظاهر می‌شوند. فرایند دندان درآوردن می‌تواند از سه ماهگی آغاز شود و تا سه سالگی ادامه یابد اما معمولاً بین ۶ تا ۱۰ ماهگی اتفاق می‌افتد. دندان درآوردن به این معنی نیست که ناگهان دندان‌ها از لثه بالا می‌آیند بلکه به این صورت است که هورمون‌هایی در بدن ترشح می‌شود که به واسطهٔ آن‌ها یک لایه از سلول‌های لثه می‌میرد و لثه از هم جدا می‌شود و دندان اجازه می‌یابد تا بالا بیاید.
در اثر دندان درآوردن ممکن است دمای بدن اندکی بالا رود (۳۷٫۸ تا ۳۸٫۳) اما کودک دچار تب نمی‌شود. بالا رفتن دمای بدن در این دوران به دلیل نوعی عفونت است که برای مثال می‌تواند از ویروس هرپس سیمپلکس ناشی شود. این عفونت در میان کودکان به فراوانی دیده می‌شود.

## نشانه‌ها
از نزدیک به پنج روز مانده به بیرون آمدن دندان لثه‌های کودک آب می‌آورد و کمی متورم می‌شود و برای او ایجاد درد می‌کند اما برخی کودکان در این دوران دردی حس نمی‌کنند.
از جمله نشانه‌های معمول دندان درآوردن می‌توان به جویدن و دندان زدن زیاد، ریزش آب دهان، تغییر خلق و خوی کودک و ابراز ناراحتی او اشاره کرد. همچنین در مواردی شاهد بی‌خوابی، شب زنده داری و اندکی تب هم هستیم. گاهی کودک برای کاهش درد گوش‌هایش را می‌کشد تا دردش ساکت شود در موارد شدیدتر ممکن است یک راش ضعیف هم پیرامون دهان دیده شود که به دلیل ناراحتی و خارش پوست در اثر ریزش آب دهان است. گاهی بچه‌ها به دلیل درد تمایل به خوردن و آشامیدن ندارند. باید توجه داشت که دندان درآوردن در لثه و دهان ایجاد ناراحتی می‌کند و به بخش‌های دیگر بدن کاری ندارد.

## ترتیب درآمدن دندان‌ها
دندان‌های شیری معمولاً دوتا دوتا در می‌آیند که ترتیب آن به قرار زیر است:
1. دندان‌های پیش مرکزی فک پایین در حدود ۶ ماهگی
2. دندان‌های پیش مرکزی فک بالا حدود ۸ ماهگی
3. دندان‌های پیش کناری فک بالا حدود ۱۰ ماهگی
4. دندان‌های پیش کناری فک پایین حدود ۱۰ ماهگی
5. دندان‌های آسیای بزرگ اول حدود ۱۴ ماهگی
6. دندان نیش حدود ۱۸ ماهگی
7. دندان‌های آسیای بزرگ دوم حدود ۲ تا ۳ سالگی

کودکان دختر معمولاً زودتر از پسرها دندان شیری درمی‌آورند. اینکه کودک چه زمانی دندان درمی‌آورد هیچ ارتباطی به سلامت او ندارد.

## داروها
پزشکان برای درمان درد دندان درآوردن در از روش‌های مختلفی استفاده می‌کنند. استفاده از داروهای ضدالتهاب غیراستروئیدی حاوی بنزوکائین، لیدوکائین و کولین از جملهٔ این راه‌ها هستند. بنزوکائین باید با احتیاط مصرف شود زیرا می‌تواند خطر ابتلا به متهموگلوبینمی را افزایش دهد. کولین نیز که با آسپرین مرتبط است، می‌تواند در کودکانی مستعد به ویژه آن‌هایی که به تازگی در حال بهبود پس از عفونت ویروسی هستند یا هنگامی که همراه با سایر داروهای ضدالتهاب غیراستروئیدی استفاده می‌شود، موجب نشانگان ری شود. ژل لیدوکائین ۵ درصد هم باعث احساس بی هوشی در ۲ تا ۵ دقیقه پس از استفاده شود که این احساس ۱۰ تا ۲۰ دقیقه پایدار است.